# Marco de Canaveses
Marco de Canaveses ist eine Stadt (Cidade) im Norden Portugals. Bekannt wurde die 1996 fertiggestellte Kirche Igreja de Santa Maria de Fornos des international renommierten Architekten Álvaro Siza Vieira.

## Geschichte
Grabstätten und andere Funde belegen eine Besiedlung Canaveses seit der Jungsteinzeit. Aus römischer Zeit stammt die archäologische Fundstätte einer hiesigen Römersiedlung, Tongóbriga.
Der heutige Ort entstand vermutlich im Verlauf der Siedlungspolitik nach der Reconquista im 12. Jahrhundert. Erster Stadtverwalter des eigenständigen Verwaltungskreises Canaveses war Mendo Gil. 1384 gab König D. João I. das Gebiet an João Rodrigues Pereira, einem Verwandten des Nuno Álvares Pereira. Nach dem Ende der Regierungszeit João I. fiel das Gebiet zurück an die Krone.

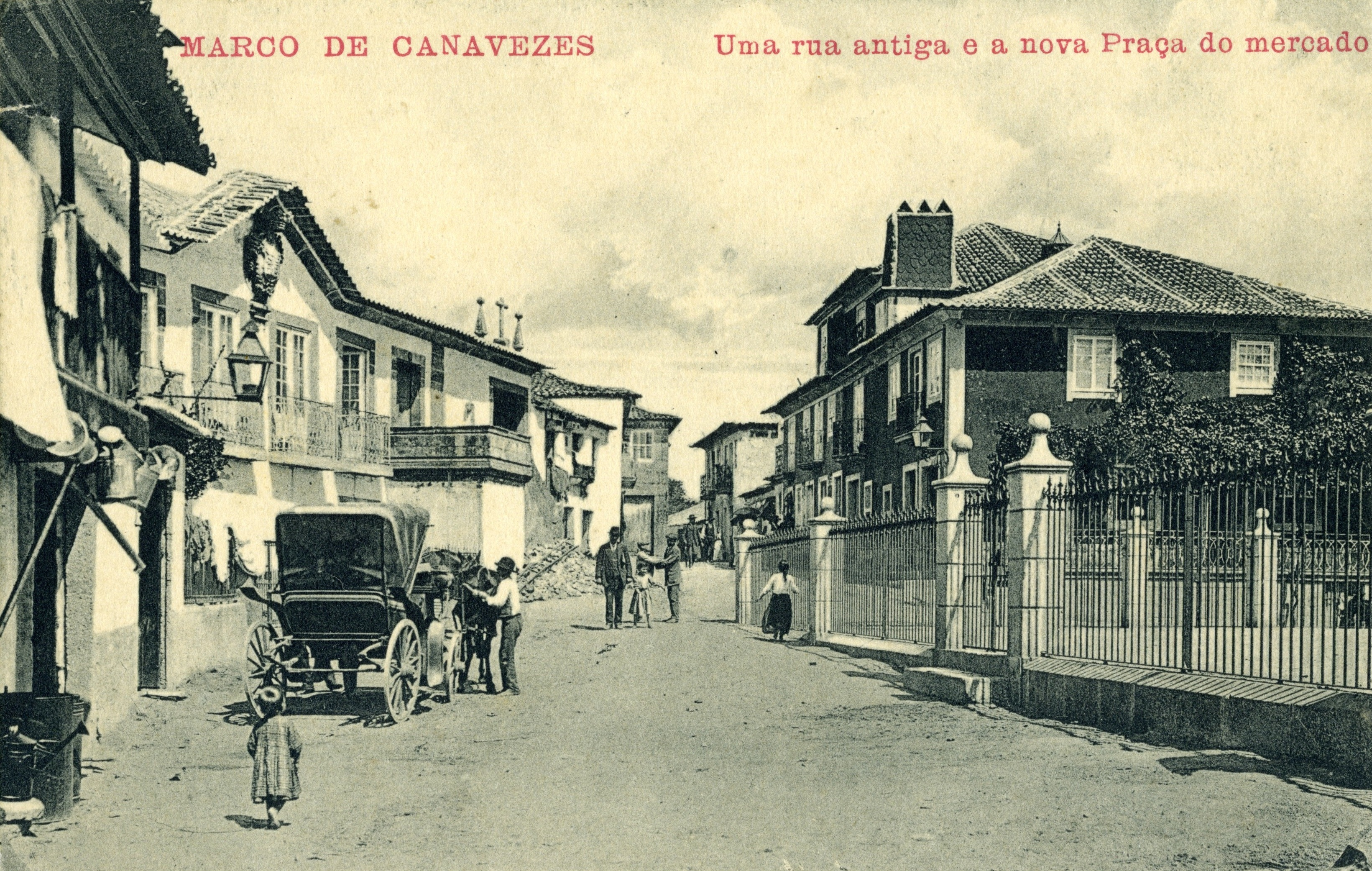
Marco de Canaveses 1904

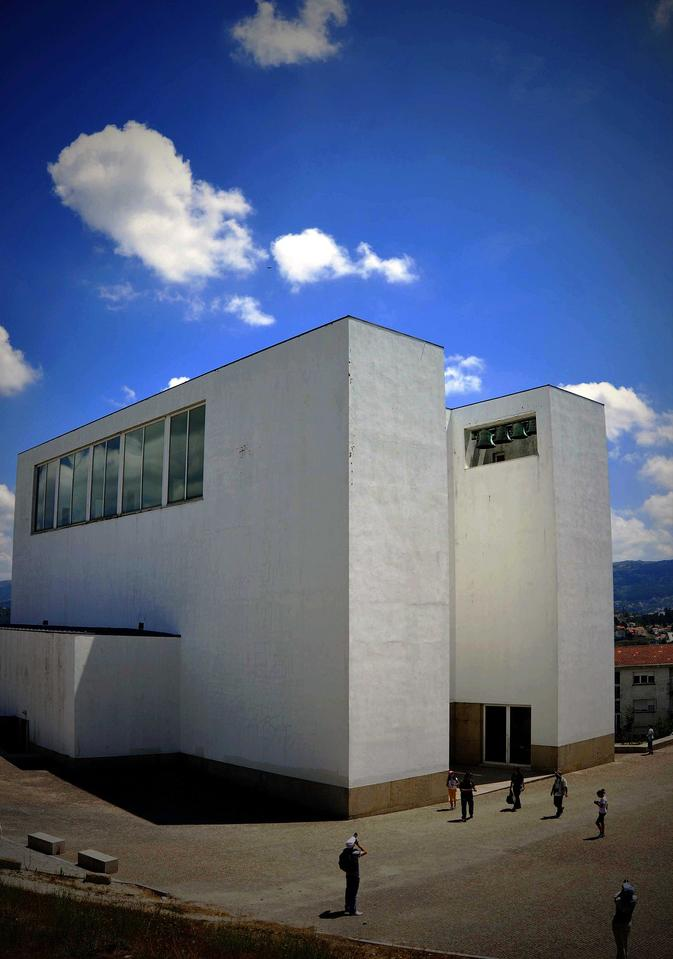
Die Marienkirche Siza Vieiras

Im Verlauf der Verwaltungsreformen nach der Liberalen Revolution 1822 wurde der Kreis Canaveses aufgelöst und Soalhães angegliedert, bevor 1852 durch Neuordnung der Kreis Marco de Canaveses geschaffen wurde. Hierzu wurden die früheren Kreise Benviver, Canaveses, Soalhães, Portocarreiro, Teile des Kreises Gouveia, und Santa Cruz de Riba Tâmega zusammengefasst.
1993 wurde die bisherige Kleinstadt (Vila) zur Stadt (Cidade) erhoben.

## Verwaltung

### Der Kreis
Marco de Canaveses ist Sitz eines gleichnamigen Kreises (Concelho) im Distrikt Porto. Am 19. April 2021 hatte der Kreis 49.541 Einwohner auf einer Fläche von 201,9 km².
Die Nachbarkreise sind (im Uhrzeigersinn im Norden beginnend): Amarante, Baião, Cinfães, Castelo de Paiva und Penafiel.
Mit der Gebietsreform im September 2013 wurden mehrere Gemeinden zu neuen Gemeinden zusammengefasst, sodass sich die Zahl der Gemeinden von zuvor 31 auf 16 verringerte.
Die folgenden Gemeinden (Freguesias) liegen im Kreis Marco de Canaveses:

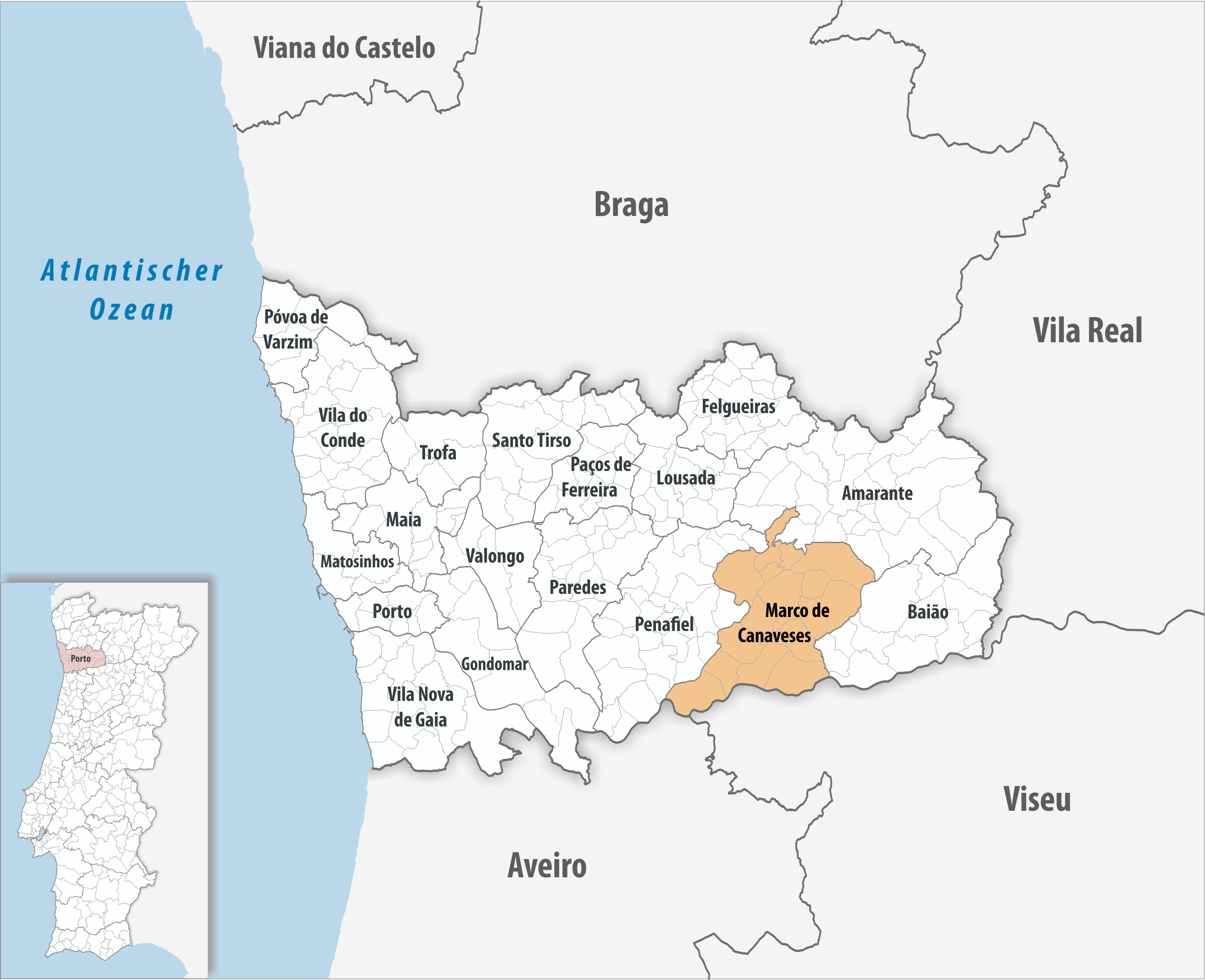
Kreis Marco de Canaveses

| Gemeinde                          | Einwohner (2021) | Fläche km² | Dichte Einw./km² | LAU- Code |
| --------------------------------- | ---------------- | ---------- | ---------------- | --------- |
| Alpendorada, Várzea e Torrão      | 8.055            | 16,82      | 479              | 130732    |
| Avessadas e Rosém                 | 1.374            | 11,14      | 123              | 130733    |
| Banho e Carvalhosa                | 1.074            | 4,91       | 219              | 130704    |
| Bem Viver                         | 3.542            | 9,59       | 370              | 130734    |
| Constance                         | 1.519            | 4,80       | 317              | 130705    |
| Livração                          | 1.812            | 4,67       | 388              | 130735    |
| Marco                             | 11.067           | 17,39      | 636              | 130736    |
| Paredes de Viadores e Manhuncelos | 1.534            | 13,12      | 117              | 130737    |
| Penhalonga e Paços de Gaiolo      | 2.523            | 18,14      | 139              | 130738    |
| Sande e São Lourenço              | 2.445            | 12,62      | 194              | 130739    |
| Soalhães                          | 3.322            | 24,06      | 138              | 130722    |
| Sobretâmega                       | 1.084            | 2,84       | 382              | 130723    |
| Tabuado                           | 1.336            | 6,80       | 196              | 130724    |
| Várzea, Aliviada e Folhada        | 2.346            | 23,19      | 101              | 130740    |
| Vila Boa de Quires e Maureles     | 3.460            | 19,33      | 179              | 130741    |
| Vila Boa do Bispo                 | 3.048            | 12,48      | 244              | 130730    |
| Kreis Marco de Canaveses          | 49.541           | 201,90     | 245              | 1307      |

### Bevölkerungsentwicklung
| Einwohnerzahl im Kreis Marco de Canaveses (1864–2011) | Einwohnerzahl im Kreis Marco de Canaveses (1864–2011) | Einwohnerzahl im Kreis Marco de Canaveses (1864–2011) | Einwohnerzahl im Kreis Marco de Canaveses (1864–2011) | Einwohnerzahl im Kreis Marco de Canaveses (1864–2011) | Einwohnerzahl im Kreis Marco de Canaveses (1864–2011) | Einwohnerzahl im Kreis Marco de Canaveses (1864–2011) | Einwohnerzahl im Kreis Marco de Canaveses (1864–2011) | Einwohnerzahl im Kreis Marco de Canaveses (1864–2011) |
| ----------------------------------------------------- | ----------------------------------------------------- | ----------------------------------------------------- | ----------------------------------------------------- | ----------------------------------------------------- | ----------------------------------------------------- | ----------------------------------------------------- | ----------------------------------------------------- | ----------------------------------------------------- |
| 1864                                                  | 1900                                                  | 1930                                                  | 1960                                                  | 1981                                                  | 1991                                                  | 2001                                                  | 2011                                                  |                                                       |
| 23.820                                                | 28.188                                                | 32.354                                                | 39.270                                                | 46.131                                                | 48.133                                                | 52.419                                                | 53.569                                                |                                                       |

### Kommunaler Feiertag
- 8. September

### Städtepartnerschaften
- Saint-Georges-lès-Baillargeaux im Département Vienne, Frankreich (seit 1994)
- Príncipe auf der Insel Príncipe, São Tomé und Príncipe (seit 1998)[5]

## Verkehr
Marco Canaveses liegt mit seinem etwas außerhalb gelegenen Bahnhof an der Eisenbahnstrecke Linha do Douro.
Über die Nationalstraße N211 ist die Stadt mit der 13 km nördlich verlaufenden Autobahn A4 verbunden.
Regionale private Buslinien stellen den öffentlichen Personennahverkehr sicher. Dazu hat die Stadtverwaltung ein Mitfahrsystem namens Marco à boleia (dt.: Marco per Anhalter) eingerichtet. Registrierte Benutzer erhalten einen Ausweis und können sich nach dem Prinzip einer Mitfahrzentrale online Mitfahrgelegenheiten vermitteln.

## Söhne und Töchter der Stadt

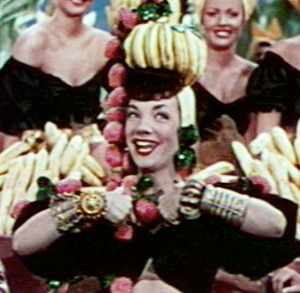
Carmen Miranda

- João Martins de Soalhães († 1325), Bischof von Lissabon, Erzbischof von Braga
- João Manuel Alexandrino de Vasconcelos (1787–1857), Jurist und Politiker
- Gaspar Pinto de Magalhães e Aguiar (1831–1922), Jurist, Politiker und adliger Großgrundbesitzer
- António Pinto de Magalhães Aguiar (1834–?), Mathematiker und Philosoph
- Adriano António Canavarro Crispiniano da Fonseca (1884–1979), Jurist und Politiker
- Carmen Miranda (1909–1955), brasilianisch-amerikanische Sängerin und Schauspielerin, galt 1946 als bestbezahlte Schauspielerin der Welt
- David de Sousa (1911–2006), Bischof von Funchal, Erzbischof von Évora
- Carlos de Azeredo (* 1930), Offizier der Nelkenrevolution, letzter Gouverneur Madeiras vor Einrichtung der autonomen Region
- Belmiro de Azevedo (1938–2017), Unternehmer, Präsident der Sonae-Gruppe, zeitweilig reichster Portugiese
- António José da Rocha Couto (* 1952), Bischof von Lamego
- Serafim Vieira (* 1966), Radrennfahrer
- Marcio Vieira (* 1984), andorranischer Fußballspieler
- Gonçalo Cardoso (* 2000), portugiesischer Fußballspieler